# روبرت مورس
روبرت مورس (بالإنجليزية: Robert Morse)‏ (و. 1931  م) هو ممثل مسرحي، وممثل أفلام، وممثل تلفزيوني أمريكي، ولد في نيوتن.

## جوائز وترشيحات
حصل على جوائز منها:
- جائزة توني لأفضل ممثل في مسرحية  [لغات أخرى]‏ (1990)
- جائزة توني عن فئة أفضل ممثل في مسرحية موسيقية  [لغات أخرى]‏ (1962)
- جائزة المسرح العالمي (1958)[6]

ترشح لـ:
- جائزة توني عن فئة أفضل ممثل في مسرحية موسيقية  [لغات أخرى]‏ (1973)
- جائزة توني عن فئة أفضل ممثل في مسرحية موسيقية  [لغات أخرى]‏ (1960)
- جائزة توني لأفضل ممثل في مسرحية  [لغات أخرى]‏ (1959).

## وصلات خارجية
- روبرت مورس على موقع IMDb (الإنجليزية)
- روبرت مورس على موقع ألو سيني (الفرنسية)
- روبرت مورس على موقع ميوزك برينز (الإنجليزية)
- روبرت مورس على موقع تيرنر كلاسيك موفيز (الإنجليزية)
- روبرت مورس على موقع أول موفي (الإنجليزية)
- روبرت مورس على موقع قاعدة بيانات برودواي على الإنترنت (الإنجليزية)
- روبرت مورس على موقع قاعدة بيانات الأفلام السويدية (السويدية)
- روبرت مورس على موقع إن إن دي بي (الإنجليزية)
- روبرت مورس على موقع ديسكوغز (الإنجليزية)
- روبرت مورس على موقع قاعدة بيانات الفيلم (الإنجليزية)